# 泌州
泌州，中国唐朝末年设置的州。
天祐三年（906年）移唐州治所到泌阳县（今河南省唐河县），改名泌州，辖境约当今河南省唐河、泌阳、桐柏、社旗、方城等县地。五代后唐改名广州，后晋改名泌州，后汉复名唐州。历经后周、北宋、金朝、元朝。明朝洪武十三年（1380年），废唐州。